# Кровавый апельсин

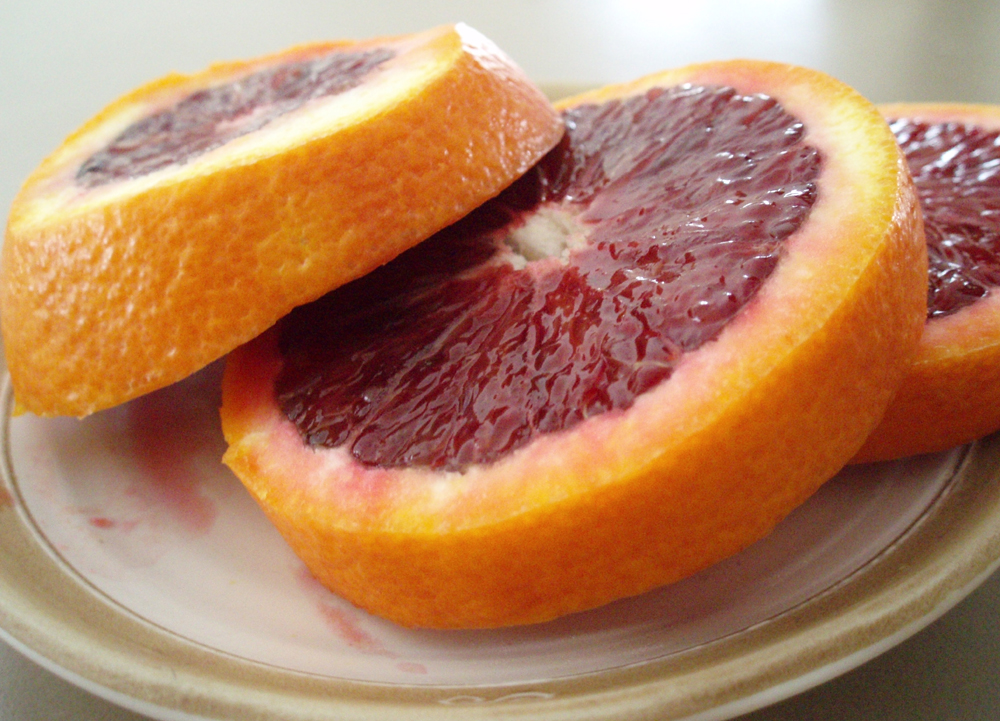
Кровавый апельсин

Красный апельсин, также кровавый апельсин (лат. Citrus sinensis), сицилийский апельсин — разновидность апельсина кроваво-красного цвета. В отличие от остальных видов апельсинов, имеющих только каротин (желто-оранжевый природный краситель), красные апельсины также содержат антоцианы, ответственные за «фирменный» кроваво-красный оттенок зрелых плодов, эти пигменты довольно часто встречаются в цветах и фруктах, но несвойственны цитрусовым. Степень окрашивания также зависит от температуры, освещения и сорта.
Плод, как правило, меньше апельсина, имеет ребристую поверхность и почти не содержит косточек. Кровавый апельсин является естественной мутацией обычного апельсина, который в свою очередь является возможно гибридом помело и мандарина.

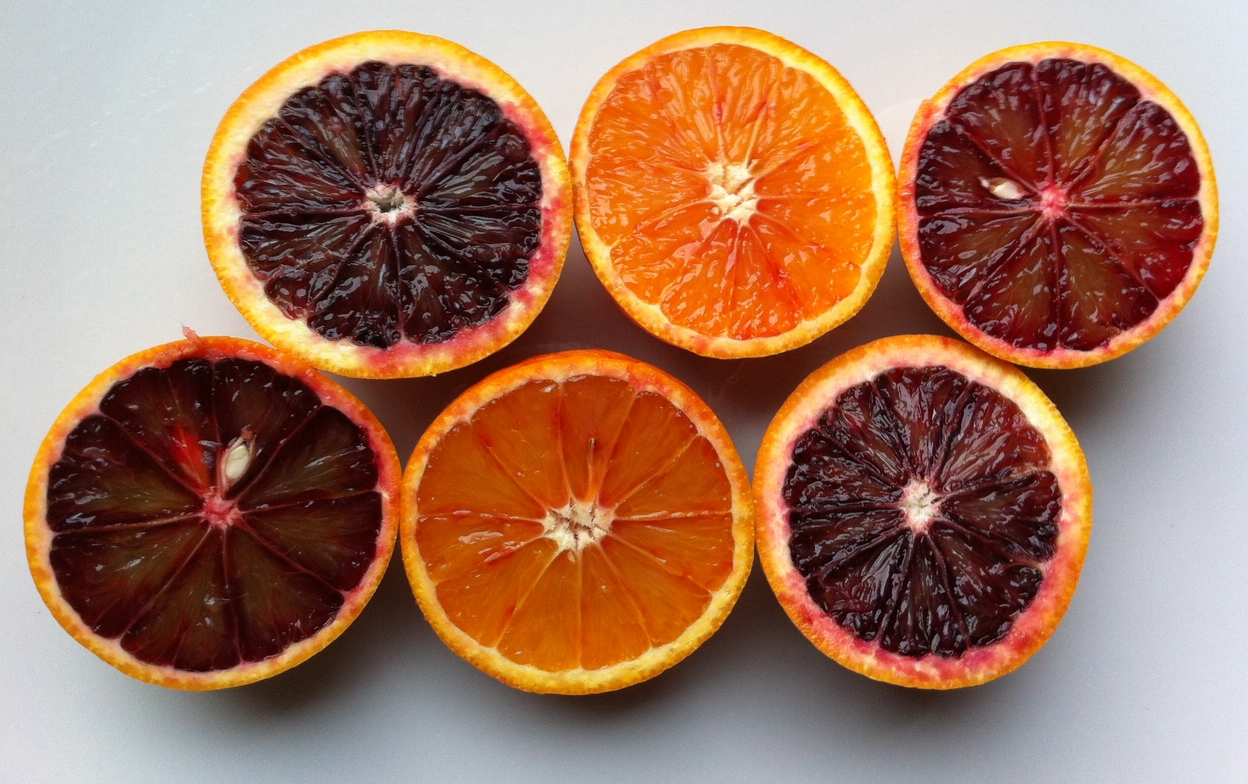
Некоторые варианты окраски мякоти плодов

Первые посадки кровавых апельсинов появились на Сицилии. Также красные апельсины выращивают в Испании, Марокко, Китае, США.
У данной разновидности апельсина есть три распространённых сорта: Тарокко (родом из Италии), Сангуинелло (родом из Испании) и более новый Моро, есть и другие, менее распространённые сорта.

## Виды сицилийского апельсина
Отдельные сорта таких красных цитрусовых немного отличаются друг от друга:
- апельсин «Тарокко» — сладкий, сочный и ароматный плод средних размеров. Сорт особенно популярен в Италии. У него тонкая оранжевая кожица, которая может быть слегка красноватой. Мякоть оранжево-красная. Чаще всего в плодах этой разновидности не встречаются косточки;
- апельсин «Сангвинелло» — родом из Испании, созревает в течение короткого периода между февралём и мартом. Кожура имеет оранжевый цвет, вкус мякоти сладкий, но менее интенсивный, чем в случае с апельсином Моро.
- апельсин «Моро» — самый цветной и «кровавый», его вкус и аромат более интенсивен, чем у других сортов. У этого фрукта характерный сладковатый вкус с нотками малины. Содержит очень много антоцианов[5].

Есть и другие, менее распространённые сорта.

## Урожай и сбор
Апельсины на Сицилии собирают с февраля по июнь. Тёмно-бордового цвета они достигают при полной зрелости. Менее зрелые — оранжевые с красными прожилками, сок из них получается красным.

## Применение

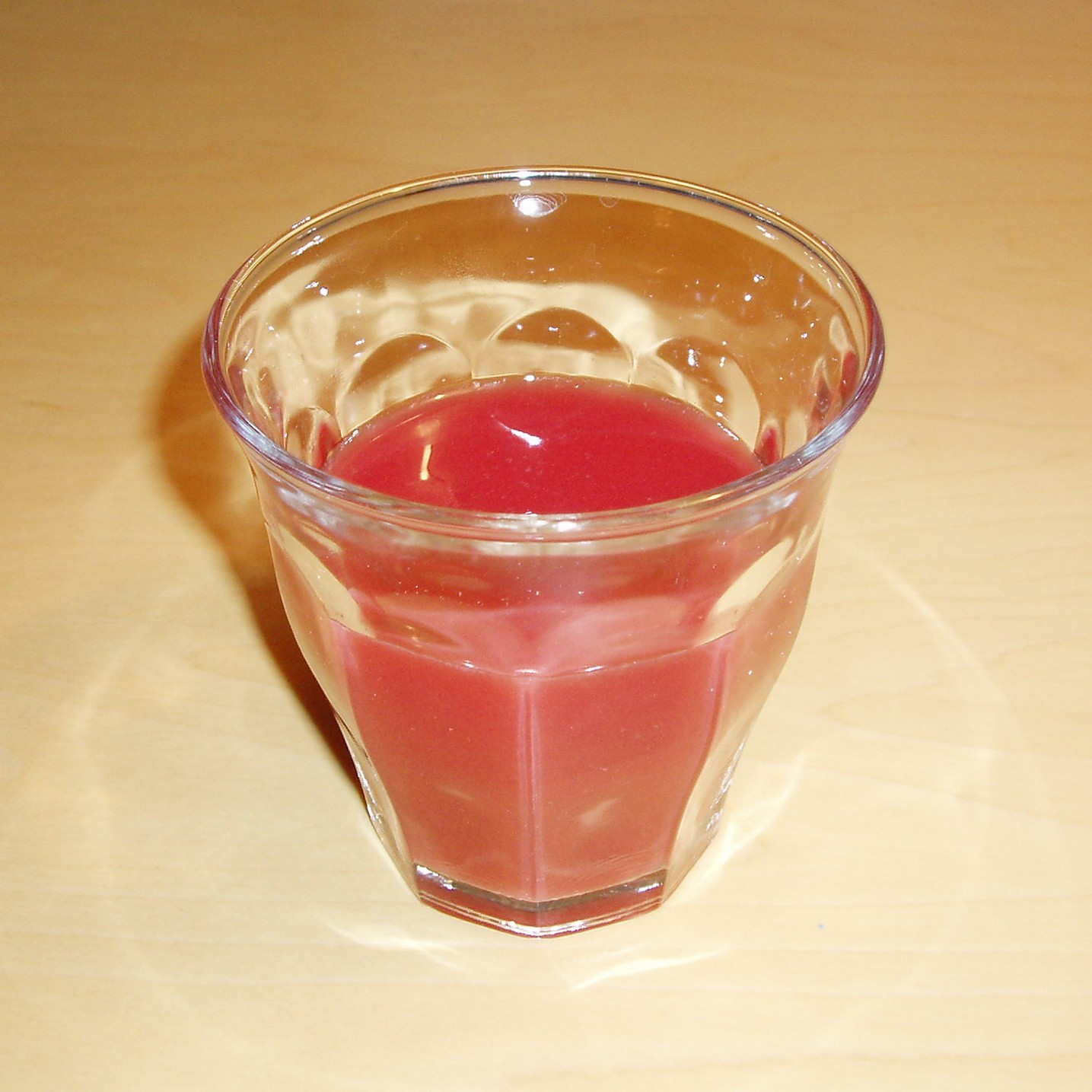
Стакан с соком из «Сангвинелло»

Особенность сицилийского «кровавого» апельсина в универсальности. Это практически единственная разновидность, которая одинаково хороша как для приготовления сока, так и для еды.
В кулинарии кровавые апельсины используют для приготовления салата и коктейлей и производства мармелада и шербета.
Из «кровавого» апельсина делают также сладкие соусы к мясу, его часто используют в салатах.
Как и все цитрусовые, кровавый апельсин богат витамином C. Содержащиеся в нём антоцианы являются антиоксидантами, снижающими риск многих возрастных заболеваний, в том числе заболеваний сердечно-сосудистой системы. Они также уменьшают риск появления катаракты.
Помимо этого кровавые апельсины являются хорошим источником железа, кальция и витамина A.